# Hryckowszczyzna (rejon wołożyński)
Hryckowszczyzna (biał. Грыцкаўшчына; ros. Грицковщина) – wieś na Białorusi, w obwodzie mińskim, w rejonie wołożyńskim, w sielsowiecie Raków.

## Historia
W czasach zaborów wieś w gminie Raków, w powiecie mińskim, w guberni mińskiej Imperium Rosyjskiego. W 1866 należała do dóbr skarbowych Pokucie. 
W latach 1921–1945 wieś leżała w Polsce, w województwie wileńskim, w powiecie stołpeckim, a od 1927 w powiecie mołodeckim, w gminie Raków.
Według Powszechnego Spisu Ludności z 1921 roku zamieszkiwały tu 63 osoby, 1 była wyznania rzymskokatolickiego a 62 prawosławnego. Jednocześnie 19 mieszkańców zadeklarowało polską a 44 białoruską przynależność narodową. Było tu 10 budynków mieszkalnych. W 1931 w 11 domach zamieszkiwały 63 osoby.
Wierni należeli do parafii rzymskokatolickiej w prawosławnej w Kijowcu. Miejscowość podlegała pod Sąd Grodzki w Rakowie i Okręgowy w Wilnie; właściwy urząd pocztowy mieścił się w Rakowie.